# John Warren (Musiker)
John Warren (* 23. September 1938 in Montreal) ist ein kanadischer Jazzmusiker (Baritonsaxophon, Flöte), der insbesondere als Komponist hervorgetreten ist.

## Leben und Wirken
Warren war als Musiker zunächst Autodidakt, unterzog sich dann aber einer Ausbildung auf dem Konservatorium der McGill University. 1962 zog er nach England, wo er ab 1967 in der Concert Band von Mike Westbrook spielte und 1968 eine eigene Big Band gründete, in der John Surman, Alan Skidmore, Ray Warleigh, Kenny Wheeler, Harry Beckett, Malcolm Griffiths und John Taylor mitwirkten. Mit dieser Band und The Trio (Surman, Barre Phillips, Stu Martin) spielte er 1970 sein Debütalbum Tales of the Algonquin ein. 1972 war er mit dem London Jazz Composers Orchestra auf Tournee. Mit seiner eigenen Band war er auf zwei Tourneen in Deutschland und der Schweiz. Auf Initiative von John Surman stellte er 1981 dessen Brass Project zusammen, mit dem er auf internationalen Festivals auftrat und 1992 eine CD für ECM aufnahm. 1990 zog er nach York, wo er The Warren Project und ab 1996 die Big Band Voice of the North leitete. Seit 2001 komponiert er für die eigens gegründete 12-köpfige Northern Brass (Doppel-CD 2003).
Warren schrieb auch für die Danish Radio Big Band, das Orchester Kurt Edelhagen, die WDR Big Band Köln, die
BBC Big Band, Norma Winstone, Alan Skidmore, Karin Krog oder Tim Garland. Daneben arrangierte er für Louis Moholos Dedication Orchestra oder Filmmusiken für George Fenton. Zwischen 1997 und 2002 war er auch als Musikpädagoge am Newcastle College tätig.

## Werke
- John Warren Jazz Works for Ensembles, 1. Initial Level. ISBN 978-1-86096-092-5

## Diskographische Hinweise
- John Surman/John Warren Tales of the Algonquin (1971, DERAM bzw. Vocalion)
- John Surman/John Warren The Brass Project (1992, ECM)
- Finally Beginning (2009, Fuzzy Moon)
- Following On (2009, Fuzzy Moon)
- John Warren / Brass Project: The Traveller’s Tale (2017, Fledg’ling Records, rec. 1993)

## Lexikalische Einträge
- Ian Carr, Digby Fairweather, Brian Priestley: Rough Guide Jazz. Der ultimative Führer zur Jazzmusik. 1700 Künstler und Bands von den Anfängen bis heute. Metzler, Stuttgart/Weimar 1999, ISBN 3-476-01584-X.